# Цициашвили, Гоча
Гоча Цициашвили (груз. გოჩა ციციაშვილი; ивр. גוצ'ה ציציאשווילי‎, род.7 ноября 1973 года) — израильский борец грузинского происхождения, выступавший в греко-римском стиле, чемпион мира, призёр чемпионатов Европы.

## Биография
Родился в 1973 году в Тбилиси. В 1991 году, выступая ещё за СССР, стал бронзовым призёром первенства мира. В 1993 году стал бронзовым призёром первенства мира среди юниоров уже выступая за независимую Грузию.
В 1994 году эмигрировал в Израиль, и в том же году, уже выступая за Израиль, стал серебряным призёром чемпионата Европы. В 1995 году завоевал серебряную медаль чемпионата мира и бронзовую медаль чемпионата Европы. В 1996 году стал бронзовым призёром чемпионата Европы, а на Олимпийских играх в Атланте занял 5-е место. В 2000 году занял 6-е место на Олимпийских играх в Сиднее. В 2003 году стал чемпионом мира, но в 2004 году на Олимпийских играх в Афинах смог занять лишь 14-е место.